# Британська Малая
Умовна узагальнена назва сукупності Стрейтс-Сетлментс, Федеративних Штатів Малаї та нефедеративних штатів (держав), що перебували під протекцією Великої Британії. Ці території не утворювали єдиного цілого, тому в офіційних документах назва «Британська Малая» не використовувалась.

Британська Малая 1922 року. Жовтим показана територія Федеративних Штатів Малаї, синім формально незалежні (нефедеративні) князівства, червоним показані території, що входили в Стрейтс-Сетлментс

Перед Другою світовою війною Британська Малая поділялась на наступні адміністративні одиниці:
1. Стрейтс-Сетлментс — британську колонію, що включала о-в Сінгапур, о-в Пінанг, провінцію Велслі та Малакку;
2. Малайську федерацію (Федеративні Штати Малаї), в яку входили держави Перак, Селангор, Негері-Сембілан та Паханг; контроль над цими державами здійснювали англійські резиденти, які перебували при дворах правителів держав;
3. Чотири північні малайські держави, що не ввійшли в федерацію — Кедах, Перліс, Келантан, Джохор та Тренгану; в цих державах британську корону представляли радники, фактично користувалися такою ж владою, як і резиденти.

Після Другої світової війни, в 1946 р., території, що складали «Британську Малаю», об'єдналися в Малайський Союз.
Більш докладно — див. Історія Малайзії.